# Oscarville
Oscarville és una concentració de població designada pel cens dels Estats Units a l'estat d'Alaska. Segons el cens del 2000 tenia 61 habitants.

## Demografia
Segons el cens del 2000, Oscarville tenia 61 habitants, 15 habitatges, i 12 famílies La densitat de població era de 15,7 habitants/km².
Dels 15 habitatges en un 53,3% hi vivien nens de menys de 18 anys, en un 66,7% hi vivien parelles casades, en un 6,7% dones solteres, i en un 20% no eren unitats familiars. En el 20% dels habitatges hi vivien persones soles el 20% de les quals corresponia a persones de 65 anys o més que vivien soles. El nombre mitjà de persones vivint en cada habitatge era de 4,07 i el nombre mitjà de persones que vivien en cada família era de 4,58.
Per edats la població es repartia de la següent manera: un 42,6% tenia menys de 18 anys, un 6,6% entre 18 i 24, un 27,9% entre 25 i 44, un 14,8% de 45 a 60 i un 8,2% 65 anys o més.
L'edat mediana era de 25 anys. Per cada 100 dones hi havia 110,3 homes. Per cada 100 dones de 18 o més anys hi havia 133,3 homes.
La renda mediana per habitatge era de 8.125 $ i la renda mediana per família de 16.250 $. Els homes tenien una renda mediana de 24.375 $ mentre que les dones 0 $. La renda per capita de la població era de 5.824 $. Aproximadament el 50% de les famílies i el 40% de la població estaven per davall del llindar de pobresa.

## Poblacions properes
El següent diagrama mostra les poblacions més properes.